# Jubelina
Jubelina é um género botânico pertencente à família Malpighiaceae.

## Espécies
- Jubelina grisebachiana W.R.Anderson
- Jubelina magnifica W. R. Anderson
- Jubelina riparia Adr.Juss.
- Jubelina rosea (Miq.) Nied.
- Jubelina uleana (Nied.) Cuatrec.
- Jubelina wilburii W. R. Anderson